# 日本天主教

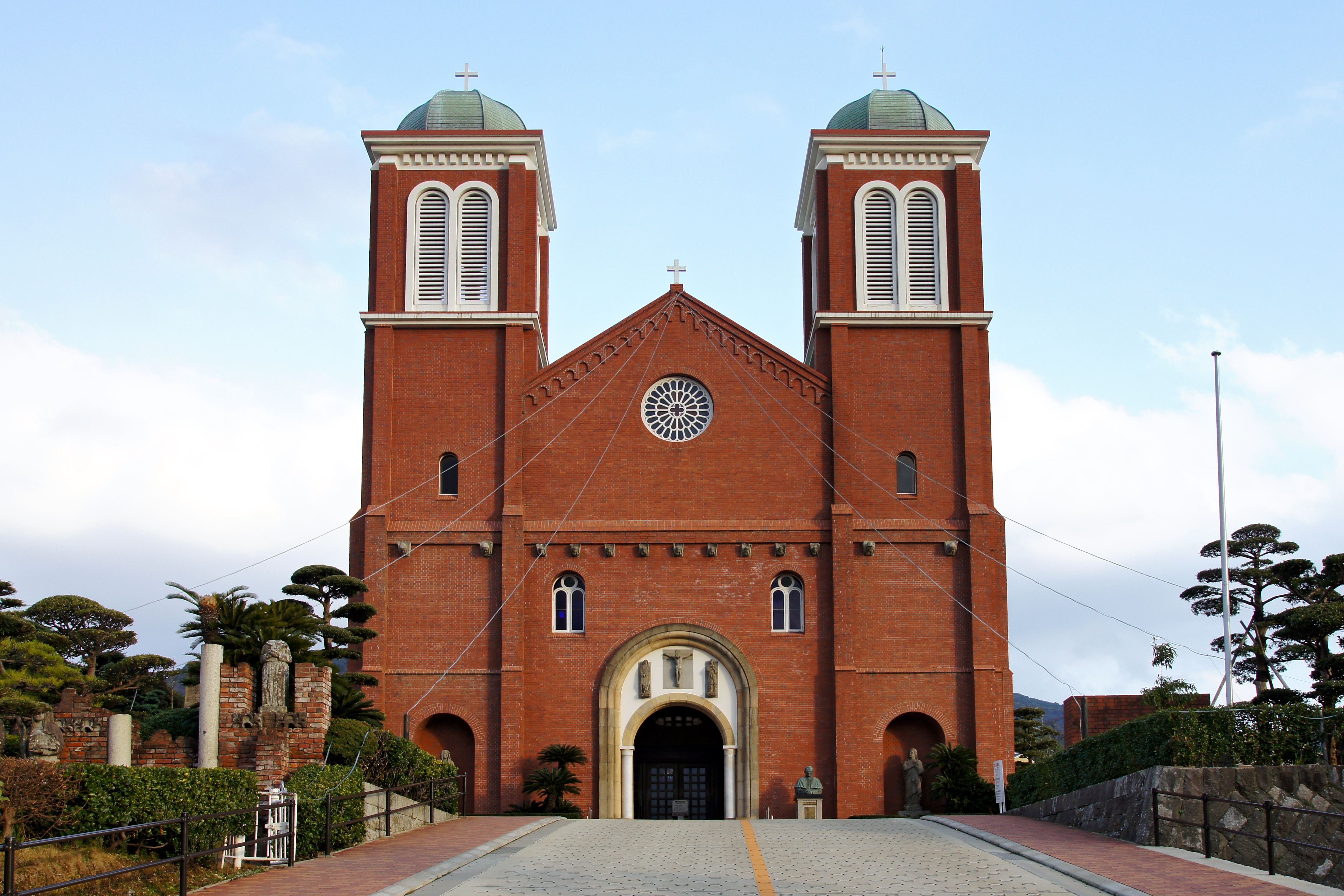
長崎的浦上天主堂。身為日本天主教早期發展的重要據點，長崎是天主教徒比例最高的日本都市。

日本的天主教始於1549年方濟·沙勿略東渡日本傳教，是天主教自反宗教改革時期以來第一批進行傳教的國家之一。天主教傳入日本之初曾蓬勃發展，但在豐臣政權與江戶時代遭到禁絕與迫害，使得宗教活動被迫轉入地下。至幕末解除鎖國令後，日本天主教才得以復甦。現今日本信仰天主教的人口約45萬，除了各都市與聚落的教堂外，天主教會在日本各地亦設有多處文教與社福機構。

## 歷史

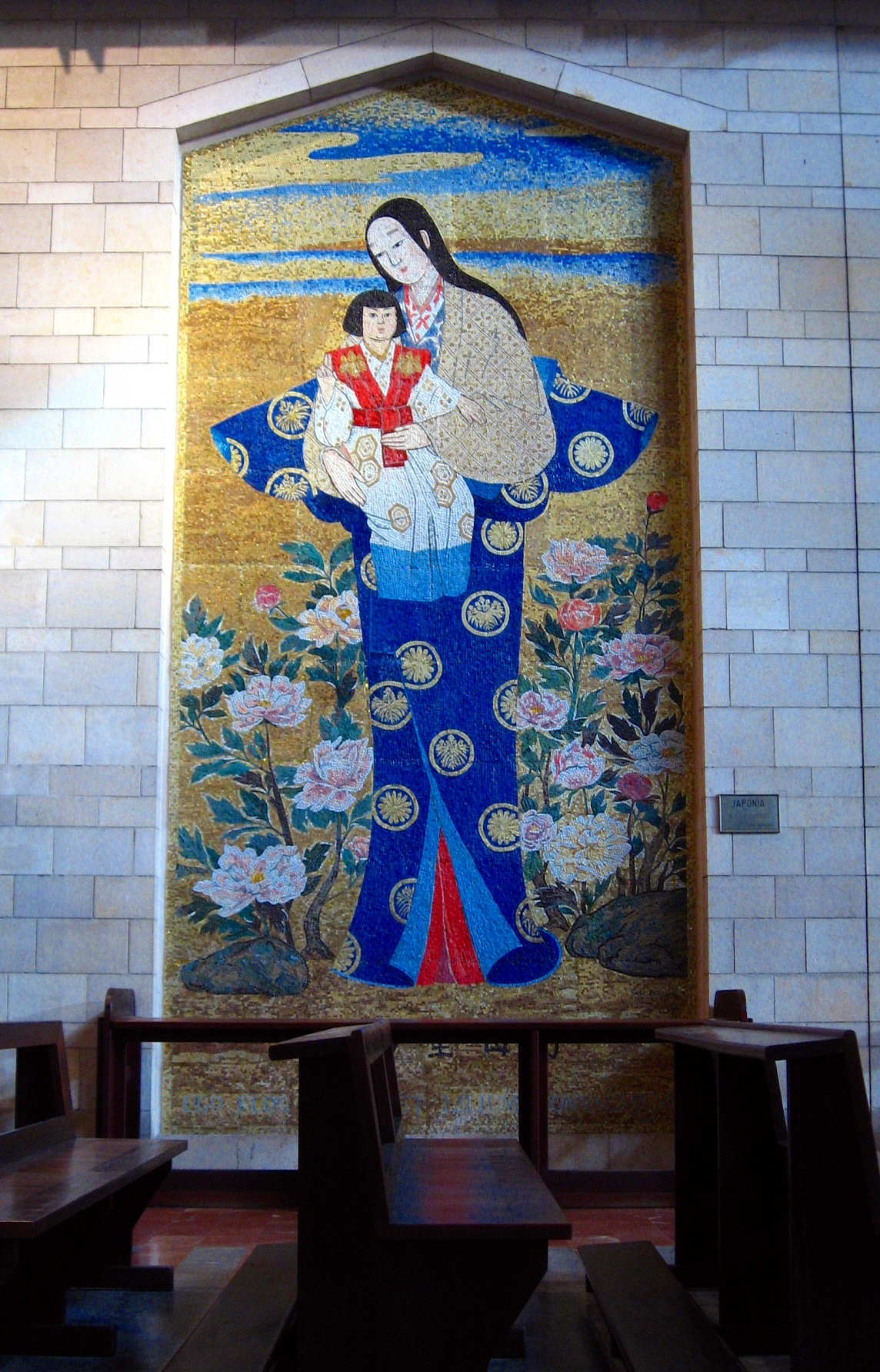
納匝肋聖母領報大殿內一幅日式風格的聖母與聖子鑲嵌畫畫像，由日本教友送贈。

### 開教
1549年8月15日，耶穌會會士方濟·沙勿略從鹿兒島登陸日本，在九州、中國、近畿等地傳教，開啟了天主教在日本的發展。在當時東西方交通仍然不便的年代，陸續有耶穌會、方濟會、道明會、奧斯定會等修會來到日本傳教。除了傳教事業之外，這些傳教士也成立學校與醫療機構，引進當時西方先進的技術與思想；而當時人數最多的耶穌會傳教士採用教會本土化的方法，主動學習日語、並將教義與日本傳統的風土民情結合。由於傳教士們的努力不懈，使得日本天主教會快速發展。根據1614年的統計，當時日本有150名神職人員、以及超過65萬的平信徒；而天主教信仰也深入日本的統治階層，如2家公卿與55位大名皆領洗成為天主教徒。

### 禁教時期

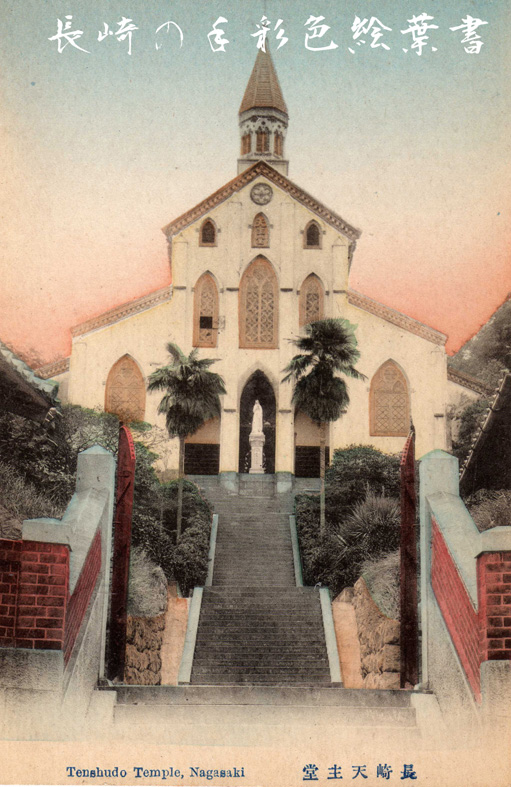
大正時代出版的長崎大浦天主堂風景明信片

但天主教的蓬勃發展，被當時統領日本的武家政權視為威脅，使天主教在日本一度遭到禁止的命運。天主教的教義與日本傳統信仰存有差異（例如一神論思想），而教會的傳教活動背後有西方國家支持的政治因素，加上人數日漸龐大的天主教徒可能會仿效佛教徒發起類似一向一揆的起義，此外還有天主教徒與傳統的佛教及神道信徒不時發生衝突；為了政權的穩定，日本官方從消極的限制傳教逐漸轉變成積極的全面禁止天主教，甚至以撲滅邪教的名義對天主教徒直接迫害及消滅。
當時做為日本實際掌權者、對天主教抱持開明態度的織田信長在1582年遽逝後，繼承織田地位的豐臣秀吉在1587年頒布《伴天連追放令》，首次對天主教發布禁教令；1596年，豐臣秀吉再次發布禁教令，造成26名天主教徒在長崎殉道，即現今所稱的日本二十六聖人。進入江戶時代後，江戶幕府也多次發出對天主教的禁教令，導致多起殉道事件的發生，其中又以元和8年（1622年）八月初八發生的元和大殉教最為嚴重。這段時間正逢日本實施鎖國政策，日本本籍的神職人員和平信徒遭到迫害，其中踏繪即為這段時間所發明與使用；而外國籍的傳教士也被禁止進入日本。雖然如此，仍有部分平信徒持續禮儀，並以各種秘密的方式（如將聖像雕塑成佛像造型）將信仰延續下來，其中大多數集中在今日的長崎縣境內，這些人在日後被稱為「隱匿基督徒」（隠れキリシタン）。

### 禁教解除後至今

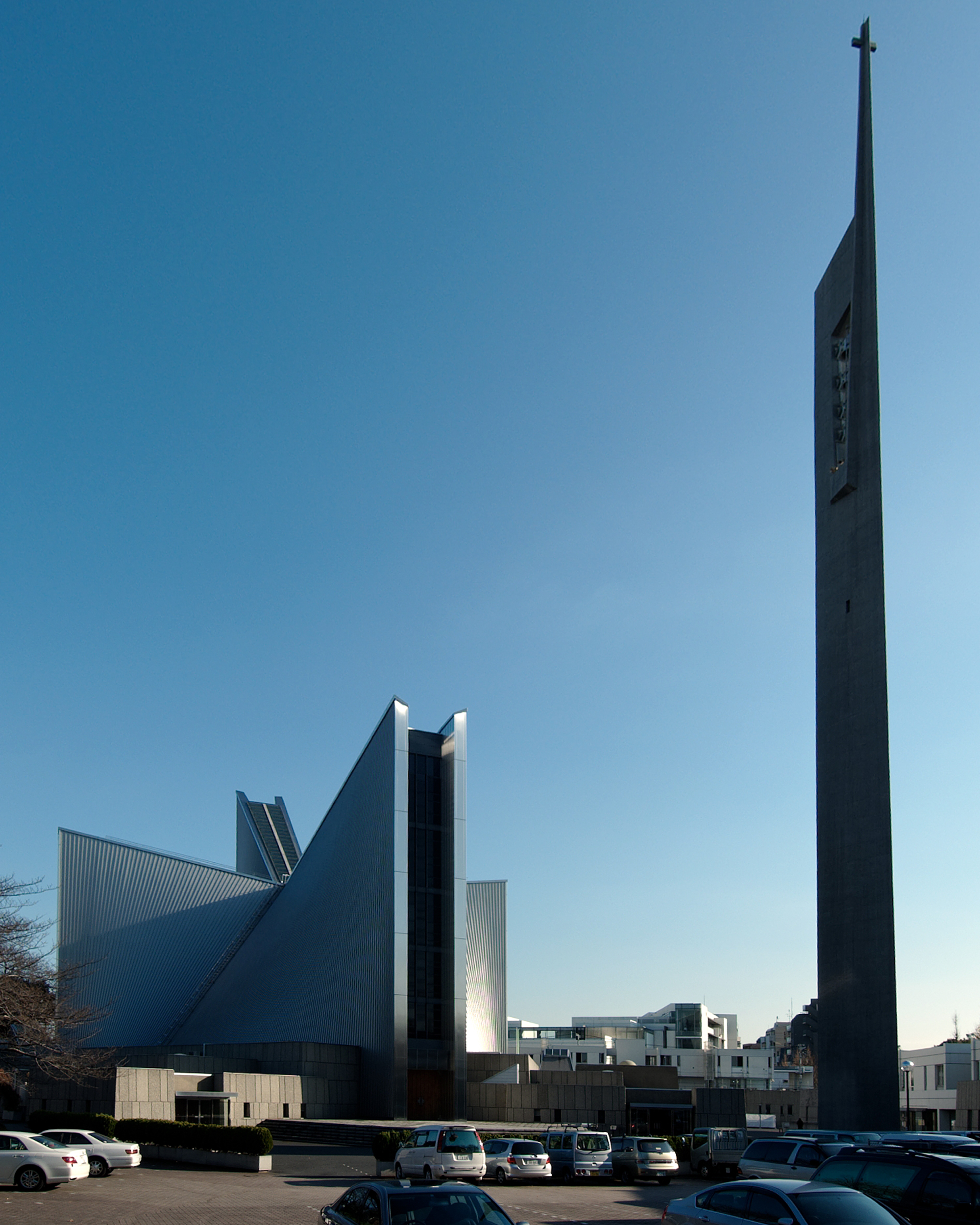
東京聖瑪利亞主教座堂

日本自江戶時代初期便實施的鎖國政策，於19世紀中葉起在西方列強挾著船堅炮利要求開港的情勢之下面臨挑戰，但這也給了天主教重啟因3個世紀的禁教而中斷的日本傳教事業的契機。有鑑於此，聖座在1846年成立日本宗座代牧區，並委由法國的巴黎外方传教会負責管理；當時巴黎外方傳教會派遣會士西奧多·奧古斯丁·福爾卡德（同時為第一任日本宗座代牧）從琉球抵達長崎，試圖進入日本傳教，但因鎖國政策而未能成功。至1857年幕府解除鎖國後，外籍傳教士始在1858年重新被准許進入日本，在長崎、横濱、函館等開港地從事傳教事業。1865年3月17日，長崎的隱匿基督徒來到啟用不久的大浦天主堂，並與在此服務的神父接觸，使得這些禁教以來仍世代傳承信仰的平信徒被世人所知，此事後來被稱為「信徒發現」，被認為是日本天主教史上的一個奇蹟。
經過幕末的這些突破後，日本的天主教事業逐漸復興。隨著日本教務的逐漸開展，除了巴黎外方傳教會之外，聖座也開始委託其他修會開展教務，如委託道明會負責四國、聖言會負責新潟、方濟會負責北海道等，這些修會除了傳教外，也設置各式學校與文化社福機構，以使基督信仰更深入人心。教務管區同時漸次建立：首先是日本宗座代牧區在1876年5月22日分拆為日本北緯宗座代牧區（東京總教區前身）和日本南緯宗座代牧區（長崎總教區前身），接下來在1888年、1891年也分別分拆出日本中部宗座代牧區（大阪總教區前身）與函館宗座代牧區（仙台教區前身），日後再不斷擴張至現今的16個教區。而1889年頒布的《大日本帝國憲法》中，明確規範宗教信仰的自由，也確保日本天主教會的事業不受政治力量的干擾。1891年6月15日，日本建立聖統制，象徵日本天主教會從傳教區體制轉為教務狀態漸上軌道的教區制。1960年3月28日，教宗若望二十三世任命時任東京總主教土井辰雄為樞機，成為日本第一位擔任樞機者。

## 現況
截至2018年底的統計，日本的天主教會共設有3個教省、16個教區（包括3個總教區）以及777個堂區，並設有一個主教團做為教會最高領導機構。日本信仰天主教的人口為434,111人，佔日本全國人口的0.34%，其中包括神職人員（包括主教、神父與執事）2,695人，修道者4,997人（含修士161人、修女4,836人）。開教歷史悠久的長崎縣（長崎總教區）則是特例，天主教信仰人口佔當地總人口逾4%。除了教堂外，天主教會在日本各地亦設有多處文教與社福機構，包括醫療機構42所、社福機構643處、各級學校828間等，其中上智大學與南山大學為日本著名高校之一。
日本政府與聖座建有外交關係，雙方在1942年建交，日本二戰敗戰後中斷，至1952年復交。歷史上教宗曾兩次訪問日本，分別為1981年的若望·保祿二世、以及2019年的方濟各。
日本天主教會在聖經譯本的使用上，基於梵二後的合一運動精神而與新教合作，並透過參與日本聖經協會的運作，與新教共同使用《新共同譯本》及《聖經協會共同譯本》。

### 東京教省

日本天主教教區分布圖

## 教區
| - 長崎總教區 - 福岡教區 - 鹿兒島教區 - 大分教區 - 那霸教區 | - 大阪總教區 - 京都教區 - 廣島教區 - 名古屋教區 - 高松教區 | - 東京總教區 - 仙台教區 - 橫濱教區 - 札幌教區 - 新潟教區 - 埼玉教區 |  |

## 註解
1. ↑  需要注意的是，當時被禁止的是基督教而非單指天主教，但天主教以外的基督教宗派遲至幕末與明治時代才傳入日本。
2. ↑  「伴天連」是當時日本對天主教傳教士的稱呼，來自葡萄牙文（英文對應字為），即父親或神父之意。詳見Yahoo!日本辭典。
3. ↑   註:

## 外部連結
- 日本天主教會入口網站 （页面存档备份，存于） （日語）（英文）
- 日本天主教主教團（日本天主教中央協議會） （页面存档备份，存于） （日語）（英文）
- 日本《天主教新聞》 （页面存档备份，存于） （日語）